# Ilisaine Karen David
Ilisaine Karen David, född den 17 december 1977 i Jundiaí i Brasilien, är en brasiliansk basketspelare som var med och tog OS-brons 2000 i Sydney.